# 上海租地章程
上海租地章程（英語：Land Regulations and Bye-Laws for the Foreign Settlement of Shanghai），又称为1845年上海租地章程（英語：The Land Regulations of 1845）是英国在上海建立租界的约章。
1845年（道光二十五年），依据《虎门条约》中的第六条（“中华地方官应与英国管事官各就地方民情地势，议定界址，不许逾越，以期永久彼此相安。”），由第一任英国驻上海领事巴富尔和苏松道宫慕久達成協議租出一块地段，供外人长期居留。经反复交涉，双方议定此章程，并于同年11月29日由宫慕久以道台名义和告示形式公布。共23款。章程规定，将洋泾浜（今延安东路）以北，李家庄（今北京东路）以南之地，租与英人使用。最初，东以黄浦江为自然界限，西界未曾明定。次年9月24日，又议定西以边路（今河南中路）为界。全部面积为830亩。
此界内，实行「华洋分居」，外人对土地有「永租权」。章程还规定英国领事对居留地内的外国人有专管之权，无须中国官吏过问；可以设立消防机关，雇用更夫维持秩序；如有必要修改，由双方官员随时商议。由此，英国在中国取得第一块租界。

## 章程的主要条款及影响
1. 租地范围
其中第二条章程明确了外国人居住区南以洋泾浜（今延安东路）为界，北以李家厂（今北京东路）为界，东至黄浦江，当时西界尚未确定，巴富尔与宫慕久在1846年9月24日商定筑一条“边路”（也称“界路”，今河南中路）以为西界。对于这块土地的位置，中英双方的官员都感到满意。宫慕久认为设这片位于上海县城以北较荒僻地带为外人的租地将有利于华洋分隔。巴尔福则看中这块泥滩滨江通海便利的港口位置于商务和战略上的潜力，尤其是如果英国的军舰可以就近停泊。1848年11月27日，英国第二任驻沪领事阿礼国与上海道台麟桂商议扩充，将北界推至吴淞江（今苏州河），西界推至泥城浜（今西藏路），在这条扩展条款中，“英租界”（British Settlement）这个称谓首次出现。
2. 永租权利
其中第九条章程规定“商人租定土地及建筑房舍后，得于呈报后自行退租。退租时原业主需将其押手（押金）如数返还。但原业主不得任意停止出租，尤不得任意增加租金。......”这条章程确立了外国人于界内的永租权。当时的中国官吏认为如果允许外国人购买土地便是等于将中国的地产割让给外国，因此煞费苦心想出了这么一个解决的办法，即不危害到中国的领土主权，也确保了外国人于界内长期投资的利益。
3. 市政机构
其中第十二条章程规定“洋泾浜以北之租地与赁房西人，需共谋修造木石桥梁，清理行路，维护秩序，燃点路灯，设立消防机关，植树护路，开疏沟渠，雇佣更夫，其费用得有租地人请求领事召集会议，以议定分摊方法。” 并在第二十条章程中规定收取分摊款项的“派款人等得请求领事委派正直商人三名，审慎决定应派之数。” 这两项条款在明确了租地人所承担义务的同时也意味了租地人对界内的市政建设和设施有自主行使权。于是1846年12月22日，一个负责界内道路、码头等市政设施的规划、预算和建设，钱款分派和收集的道路码头委员会成立。这个委员会是租界内第一个市政机构性质的组织，三名委员由选举产生，成立后筑有以大马路（今南京路）和界路（今河南中路）为横纵轴线的纵横有序的道路多条，由于这些道路形似棋盘，固也称为“棋盘街”。
4. 司法权
其中第十二条规定“倘有赌徒、醉汉、宵小扰乱公安或上海商人，或在商人中混杂者，即由领事行文地方官宪，依法惩判，以资警诫。”在此，中国地方官对界内发生的不法行为仍保有司法权。
5. 华洋分居／杂居制度
其中第十五条章程规定“界内土地，华人之间不得租让；亦不得架造房舍租于华商。”第十六条章程规定“......亦不得建筑房舍租于华人，或供华人之用。”这两条章程充分体现了最初的《土地章程》以华洋隔离政策为目的的初衷。
6. 领照制度
“开设店铺，发售食物品之类……须由领事予以执照，加以检查，然后允许设立。”中国传统的经济制度向来重农抑商，此次《土地章程》做出“领照”的规定，实为一种经济制度上的改革，有利于工商业的发展进步。
7. 专管／国际化局面
其中第十四条规定“尚有他国商人，欲于洋泾浜以北界内租地建屋或居留、囤积货物者，须先启明英国领事，得其许可，以免误会。”此条规则充分显示了英国领事对于英租界的目标是想要将之建设成为一个由英国专管的外国人居留地。1846年的“美国国旗”事件是对这一目标的首次挑战，而英国领事则于次年请求上海道台在原有《土地章程》中追加一条章程：“在特许英商之租地范围内，除得悬挂英国国旗外，任何国人不得悬挂该国国旗。”至此，租界之种种事宜基本上是由英国领事和上海道台在管理。